# Skeppsbyggmästarbostället

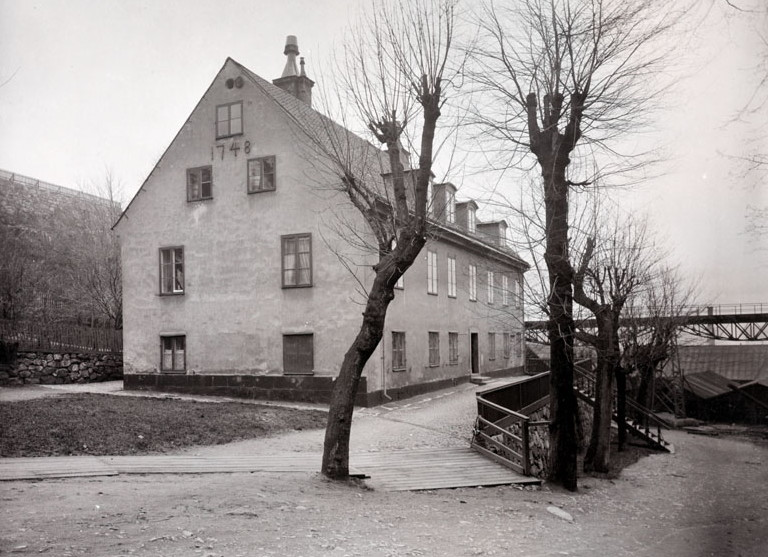
Varvschefens bostad i maj 1904.
Foto: Larssons Ateljé.

Skeppsbyggmästarbostället, även kallat Boställhuset, är en kulturmärkt byggnad vid Folkungagatan 147 på Södermalm i Stockholm. Huset byggdes 1748 och ritades troligen av arkitekt Johan Eberhard Carlberg. Här bodde skeppsbyggmästaren för Södra varvet och senare varvschefen för W. Lindbergs Varvs- och Verkstads AB. Sedan 1980-talet ligger Konstskolan Basis i byggnaden. Fastighetsägaren är AB Stadsholmen. Byggnaden är blåmärkt av Stadsmuseet i Stockholm, vilket innebär "att bebyggelsen bedöms ha synnerligen höga kulturhistoriska värden".

## Historik
Byggnaden är det enda som finns kvar av en tidigare omfattande skeppsbyggarverksamhet som började här 1687 och kallas även för Stockholms största varv på 1700-talet. Varvet låg vid Tegelvikshamnen, numera terminal för Viking Lines finlandsfärjor. Det hade sin verksamhet här under varierande former i mer än 200 år. Varvsverksamheten upplevde en storhetstid under 1800-talet under ledning av William Lindberg, som var verkstads- och varvschef åren 1844–77. Den 16 januari 1907 skedde den sista stapellöpningen med fartyget Lidingöfärjan 1.
På 1700- och 1800-talen lämnades varvet till uthyrning under ledning av en skeppsbyggmästare. I början på 1700-talet hade engelsmannen William Smith den funktionen och den siste som hyrde varvet var dansken Johannes Weilbach, som dog i kolera 1853, 42 år gammal. Hans gravkors finns kvar på Kolerakyrkogården, Skanstull. Skeppsbyggmästarens boställe uppfördes år 1748, årtalet står på gaveln. Arkitekt var troligen dåvarande stadsarkitekt i Stockholm, Johan Eberhard Carlberg. Huset är en tvåvånings vinkelbyggnad med sadeltak och inredd vindsvåning i huvuddelen. Vinkelbyggnaden har något lägre tak. Fasaderna är putsade och avfärgade i gulockra kulör. Varvets siste skeppsbyggmästare slutade år 1919. Han lät uppsätta en minnestavla över varvet vid Londonviadukten, plaketten benämner det Stockholms stads stora skeppsvarv. Från och med 1940-talet fanns här Sofia ungdomsgård. Idag disponeras lokalerna av Konstskolan Basis.

## Bilder

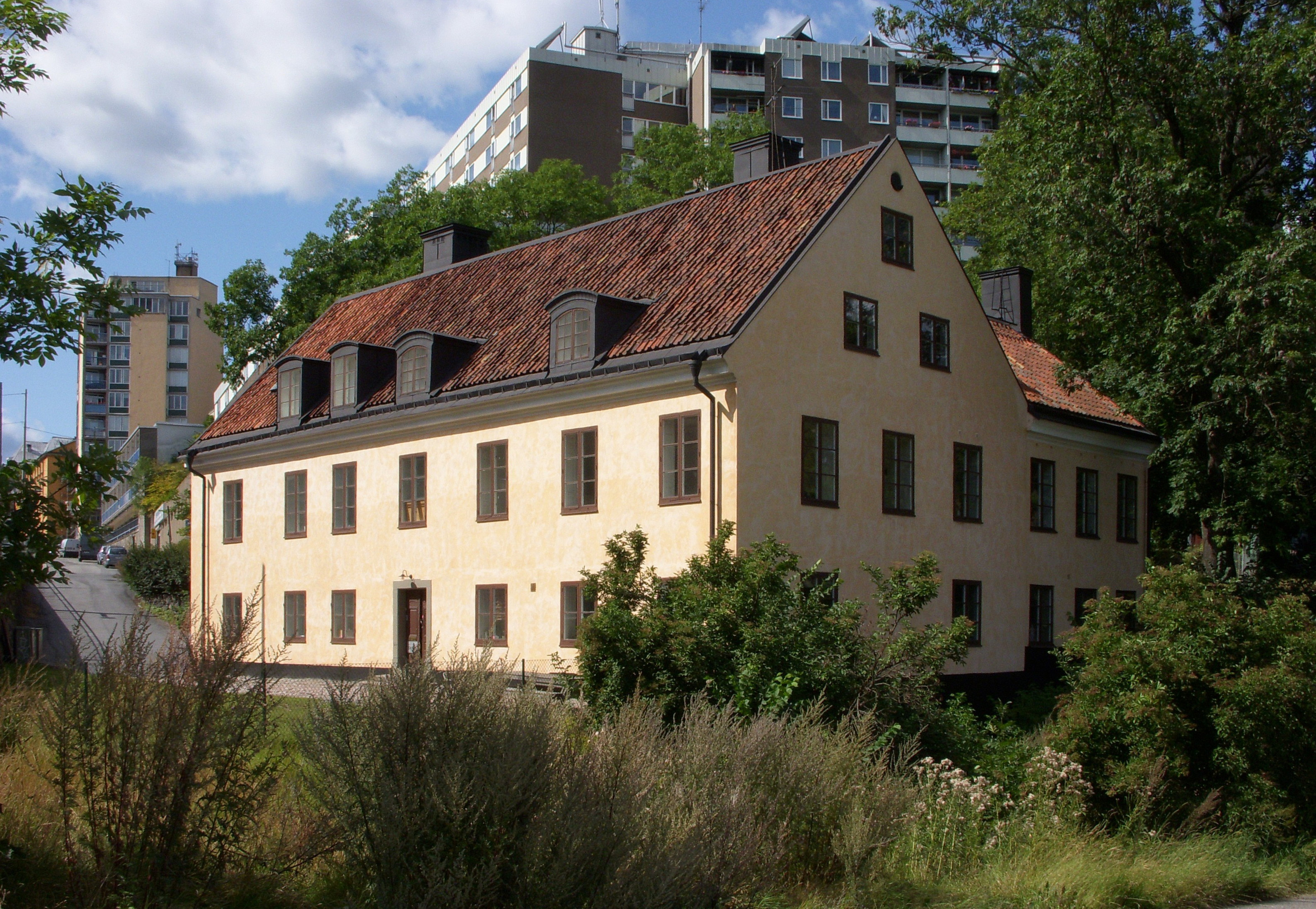
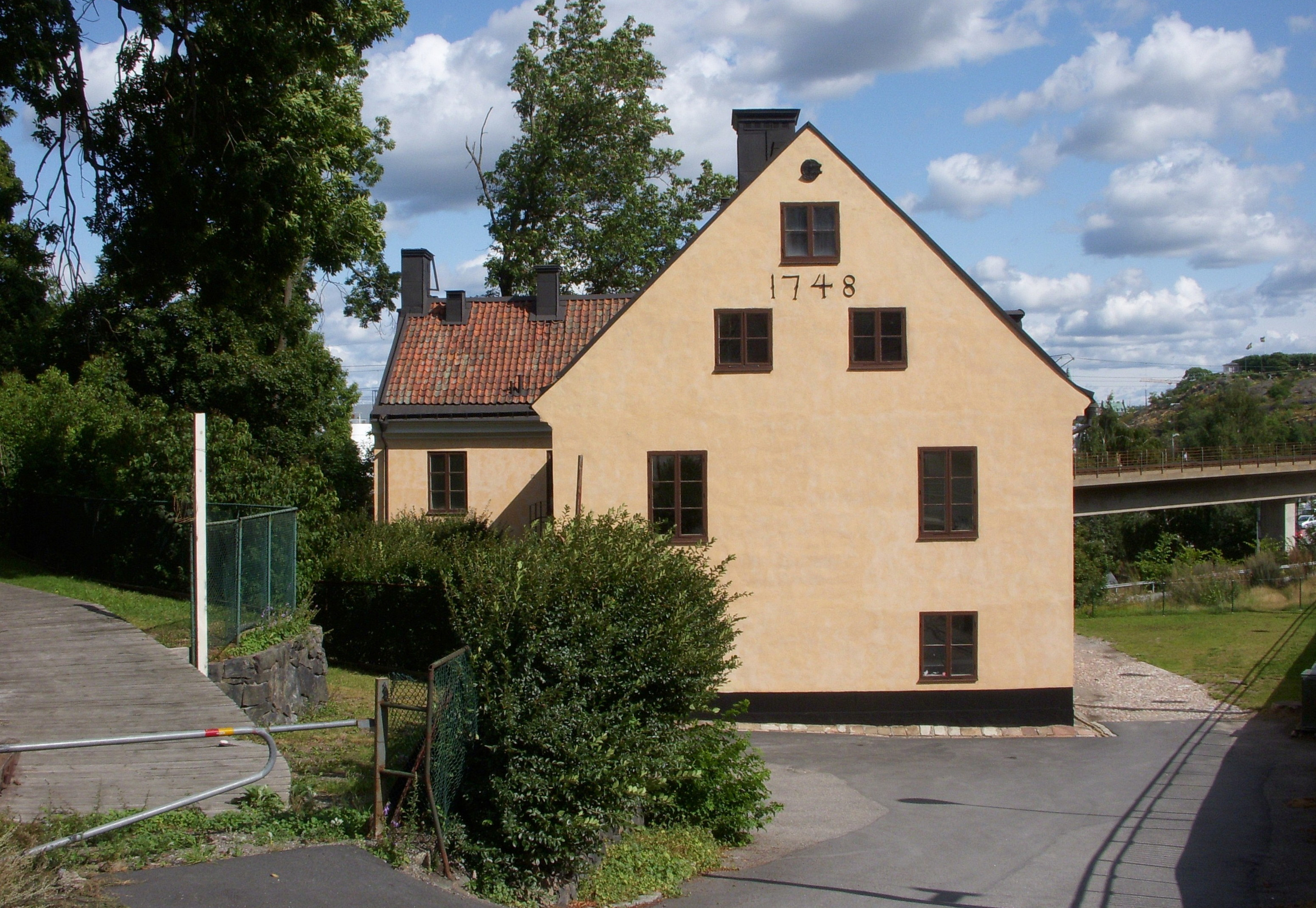
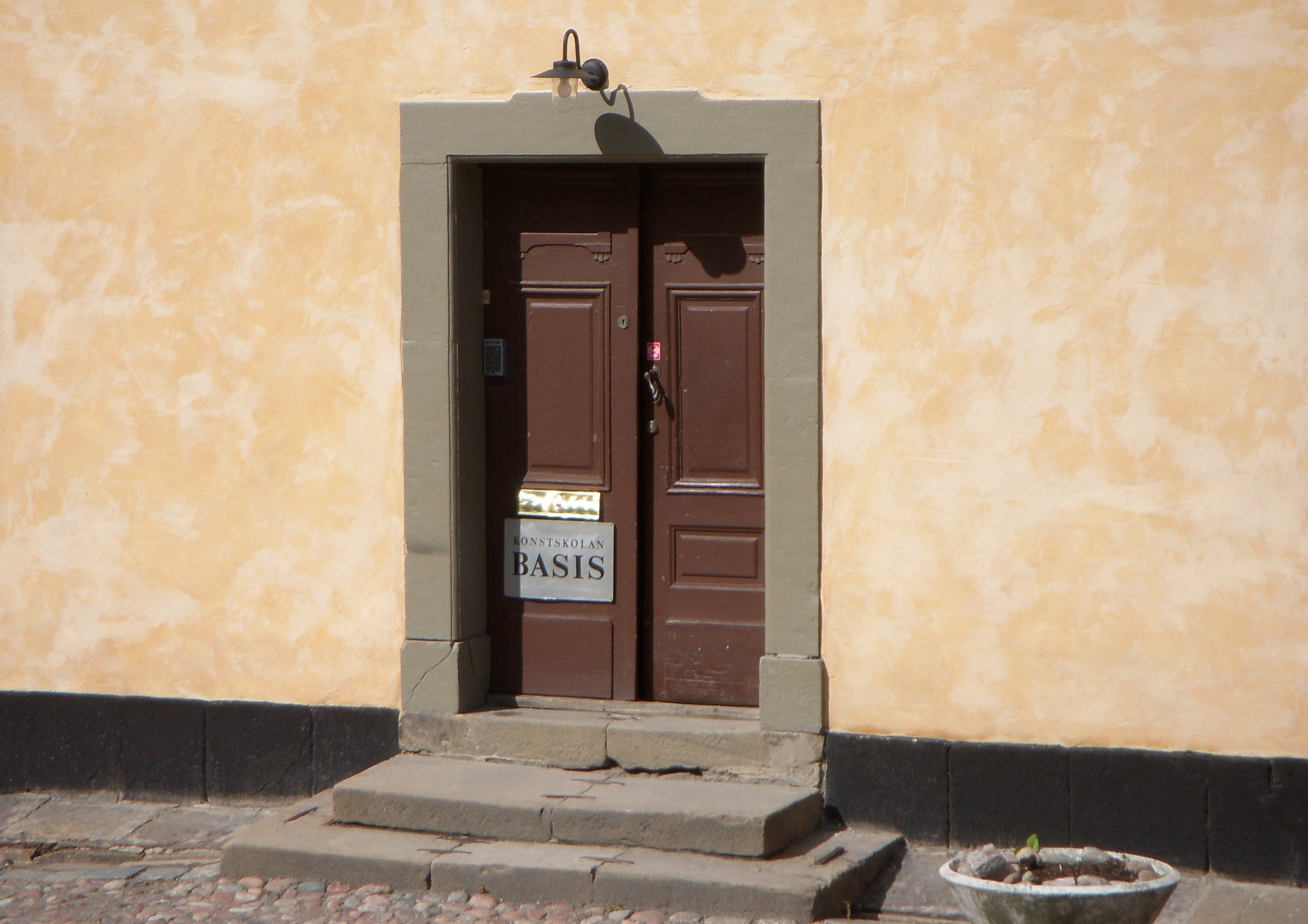
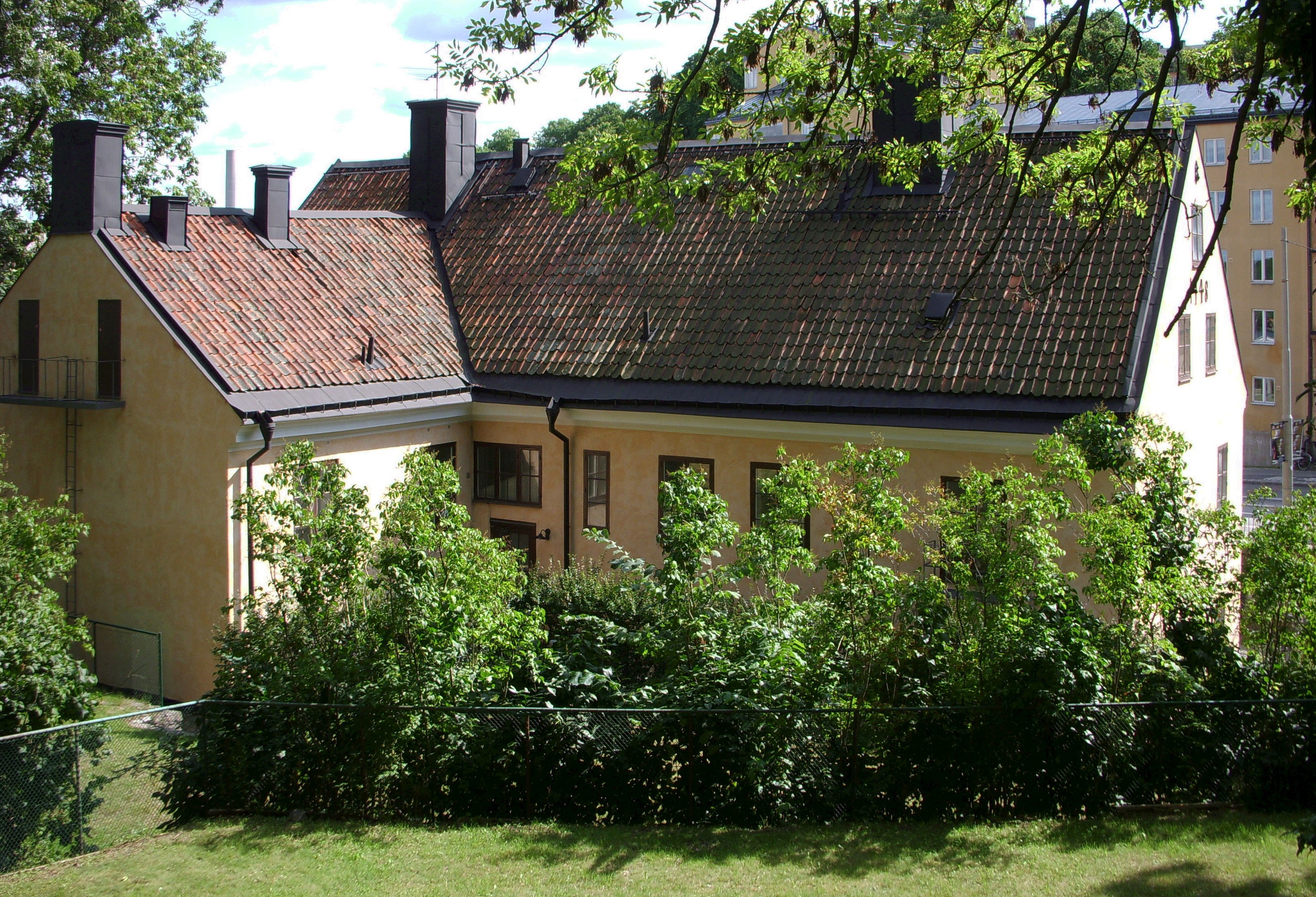